# Белая птица с чёрной отметиной
«Белая птица с чёрной отметиной» (укр. Білий птах з чорною ознакою) — советский широкоформатный художественный фильм режиссёра Юрия Ильенко о трагической судьбе нескольких братьев-гуцулов в 1930-е — 1940-е годы. 
Один из значимых фильмов украинского поэтического кино 1970-х годов. Занимает 8-е место в списке ста лучших украинских фильмов по версии кинокритиков, составленном в 2021 году.

## Сюжет
События фильма происходят в период с 1937 по 1947 год на Буковине (ныне Черновицкая область Западной Украины), в гуцульском пограничном селении (на территории Румынии, а затем в УССР) на реке Черемош.
В этом селе живёт многодетная семья Леся Звонаря. Голод 1930-х годов и румынизация населения привели к повсеместному обнищанию. Чтобы выжить, Звонарь решает продать сыновей в батраки. На ярмарке старшего, Петра, арестовывают румынские солдаты, младшего, Георгия, берёт в работники местный священник, отец Мирон, остальные расходятся по богатым хозяйствам, занимаются сельскохозяйственными работами, валят лес. У священника растёт красавица-дочь Дана, в которую влюблены трое старших братьев (Пётр, Орест и Богдан). Она же не может выбрать кого-то одного из них, что приводит к ссоре между братьями. Эта любовь будет играть большую роль в жизни каждого из них, но счастья и любви не получит никто.
В 1940 году территория переходит к СССР, солдаты убирают пограничный столб, в селе праздник. Дана выходит замуж за красноармейца-тракториста Остапа, но в разгар свадьбы приходит известие о начале войны, и Дана уходит в лес с Орестом. Война разделяет братьев, они оказываются по разные стороны баррикад: Пётр служит в Красной Армии, а Орест примыкает к украинским националистам. Румыны сжигают избу Звонарей. Богдана отец прячет дома от призыва. Георгий, с детства влюблённый в местную обольстительницу Вивдю, женится на ней, но на следующее утро её убивает румынский офицер. Георгий уходит из села, разыскивая убийц. Дана уходит от Ореста, устав от жизни в лесу, и возвращается к отцу.
Конец войны. В село возвращаются с фронта Богдан (онемевший в результате контузии) и Пётр. Их отец Лесь погиб. Возвращается к жене Дане тракторист Остап, но его она не принимает. Пётр не знает, как сказать матери о том, что отец убит, не решается входить в дом. Встретив тракториста, он зовёт его жить в своём доме. Орест продолжает партизанить в лесах. Придя с дружками ночью домой к матери, он застаёт здесь тракториста, которого привязывают к трактору и сжигают живьём. Пётр пытается спасти его, но трактор взрывается, оба погибают.
Орест, уставший скрываться в горах, выходит на праздник в село — один, но вооружённый. Люди сторонятся его — слишком много людской крови на его руках. Не обращая ни на кого внимания, Орест находит в толпе Дану, танцует с ней. Появляется Богдан и обвиняет его в убийстве Петра. Орест бежит, сельчане гонят его, как дикого зверя, в горы. Орест погибает (кончает с собой либо от руки Богдана).
Наступают мирные дни. Сгоревший трактор ставят на постамент как памятник. Георгий стал врачом, он лечит людей, жизнь продолжается.

## В ролях
- Лариса Кадочникова — Дана, дочь отца Мирона
- Иван Миколайчук — Пётр Звонарь, старший сын, коммунист
- Богдан Ступка — Орест Звонарь, второй сын, представитель ОУН
- Юрий Миколайчук — Богдан Звонарь, третий сын
- Олег Полствин — Георгий Звонарь, четвёртый сын в детстве
- Михаил Ильенко — Георгий Звонарь, четвёртый сын
- Александр Плотников — Лесь Звонарь, отец братьев
- Наталия Наум — Катрина Звонариха, мать братьев
- Джемма Фирсова — Вивдя, сельская колдунья, любовь Георгия
- Василий Симчич — отец Мирон, отец Даны
- Леонид Бакштаев — Остап, красноармеец-тракторист
- Константин Степанков — «Зозуля», юродивый
- Николай Олейник — Роман, представитель ОУН (роль озвучил актёр Павел Морозенко)
- Владимир Шакало — пан Левицкий

В эпизодах: Мария Миколайчук, Владимир Колесник, Вячеслав Винник, А. Владимиров, Константин Степанков-младший
В фильме снимались жители сёл Буковины

## Съёмочная группа
- Авторы сценария: Юрий Ильенко, Иван Миколайчук
- Режиссёр-постановщик: Юрий Ильенко
- Оператор-постановщик: Вилен Калюта
- Художник-постановщик: Анатолий Мамонтов
- Художник по костюмам: Лидия Байкова
- Художник-декоратор: Николай Поштаренко
- Художник-гримёр: Яков Гринберг
- Звукооператор: Леонид Вачи
- Монтажёр: Наталья Пищикова
- Директор картины: Петр Тарасов

## Награды
- 1971 — Золотая медаль — МКФ в Москве
- 1972 — Премия «Серебряные сирены» — Кинофестиваль в Сорренто (Италия).